# Radicaal 197
Van de in totaal 214 Kangxi-radicalen heeft radicaal 197 de betekenis zout. Het is een van de zes radicalen die bestaat uit elf strepen.
In het Kangxi-woordenboek zijn er 44 karakters die dit radicaal gebruiken.

## Karakters met het radicaal 197

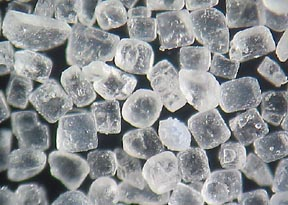
Zout onder de microscoop.

| Strepen | Karakter |
| ------- | -------- |
| + 0     | 鹵       |
| + 4     | 鹶       |
| + 5     | 鹷       |
| + 8     | 鹸       |
| + 9     | 鹹       |
| + 10    | 鹺 鹻    |
| + 13    | 鹼 鹽    |

Bronskarakter
Klein zegelkarakter